# Batalla de Breitenfeld (1642)
La segunda batalla de Breitenfeld (23 de octubre de 1642), también conocida como primera batalla de Leipzig, tuvo lugar en Breitenfeld, 6 km al noreste de Leipzig, en Alemania, durante la guerra de los Treinta Años.
El ejército Sueco, al mando del Mariscal de Campo Lennart Torstenson, tras concluir una brillante campaña contra las tropas del Sacro Imperio Romano Germánico se dispuso a asediar Leipzig. Con el fin de evitar dicho asedio, se puso en marcha un nuevo ejército liderado por el Archiduque Leopoldo Guillermo de Austria y su ayudante, el general Octavio Piccolomini, Duque de Amalfi. Al saber que se aproximaban las fuerzas alemanas, Torstenson hizo maniobrar a su ejército, levantando el sitio y retirándose hasta Breitenfeld. La batalla se produjo cerca del escenario de la primera batalla del mismo nombre ocurrida once años antes.
Tras una encarnizada lucha, el ejército imperial alemán fue derrotado y masacrado por completo en la huida posterior. De los 18.000 soldados que participaron en la batalla, 15.000 resultaron muertos o heridos; la gran mayoría de los supervivientes (algo más de 5.000) fueron capturados, así como 46 cañones de campaña. Los suecos tuvieron por su parte 4.000 bajas entre muertos y heridos; uno de estos fue el general Torsten Stålhandske, quien resultó herido de gravedad mientras lideraba el contingente de caballería Hakkapeliitta finlandesa.
El resultado de la batalla permitió a Suecia ocupar Sajonia sin apenas oposición, y empujó al Emperador Fernando III a negociar la paz y renunciar a los tratados preliminares de Hamburgo.